# Větrný mlýn (Třebíč)
Třebíčský větrný mlýn nebo jinak také Větrník je větrný mlýn holandského typu sloužící ke mletí takzvaného třísla pro třebíčské koželuhy. Nachází se na tzv. Kanciborku, v ulici U Větrníku.
V roce 2020 získal ocenění Zlatá jeřabina – Cena Kraje Vysočina za kulturní počin roku 2020, získal 1. místo kategorii Péče o kulturní dědictví za rekonstrukci mlýna. V roce 2022 získal ocenění Zlatá jeřabina – Cena Kraje Vysočina za Kulturní aktivitu v roce 2021.

## Budova mlýna
Budova mlýna má několik pater a je postavena z kamene a cihlového zdiva. Věž ve tvaru komolého kužele má průměr 8 metrů. V každém patře jsou tři okna a v posledním, čtvrtém patře jsou okna čtyři. V roce 1977 byl mlýn rekonstruován. Jeho dnešní podoba není původní, odpovídá však podobě z 19. století.

## Historie
Mlýn byl dokončen v roce 1836 bratry Karlem a Františkem Budischowskými. Původně měl být vybudován ze dřeva, ale nakonec byl vybudován z kamene. Mlýn nikdy nesloužil k mletí obilí, ale k mletí třísla pro koželužské dílny v Borovině. U mlýna nejspíše stávalo i stavení sloužící jako sklad, mělo sedlovou střechu. Mlýn byl používán ke mletí kůry až do druhé poloviny 20. století. V roce 1929 odkoupila mlýn radnice města Třebíče. Poté byl využíván k bydlení a byl tak změněn jeho interiér, v roce 1977 byl rekonstruován a od té doby není přístupný.
V roce 2016 bylo rozhodnuto, že dojde k stavebně-historickému průzkumu budovy mlýna. V období socialismu jej chtěl na galerii přestavět Cyril Bouda. Mlýn původně měl být poháněn pomocí volů, nicméně k tomu nedošlo. Musí dojít k opravě šindelové střechy, práce začnou v roce 2017. Mezi možné využití stavby patří galerie či příležitostné bydlení. V letních měsících roku 2017 byla plánována rekonstrukce šindelové střechy, investorem mělo být město Třebíč. Tato oprava se uskutečnila v srpnu téhož roku v nákladech přibližně 430 tisíc Kč, další úpravy mlýna jsou v plánu na příští roky.
Rekonstrukce začala v květnu roku 2020 a trvala do listopadu téhož roku. V říjnu roku 2020 bylo uvedeno, že cena rekonstrukce dosáhla 8,3 milionu Kč. Nově měly být instalovány fungující lopatky s motorem, který je bude pohánět. Uvnitř jsou umístěny expozice, expozice v přízemí je věnována mletí třísla a koželužnictví, v druhém patře je expozice historie mlýna jako obytného prostoru. Dřevěné lopatky byly instalovány v listopadu roku 2020. Lopatky i dřevěná hřídel byly vyrobeny ručně z dubového dřeva. Podobu lopatek město zjišťovalo v archivech a využili i informace od občanů města, nakonec však oslovilo odborníka na větrné mlýny, který pomohl se zpracováním projektu na nové lopatky.
Po rekonstrukci byl mlýn otevřen jako výstavní objekt v červnu roku 2021.

## Využití v 20. století
Vzhledem k tomu, že se jedná o technickou památku, tak se dá předpokládat využití mlýna k turistické propagaci a komerčnímu využití. V roce 2017 město vydalo výzvu, že hledá vyobrazení mlýna do půlky 19. století. Starosta Pavel Heřman uvedl, že existuje vyobrazení v knize Karla Dvořáka, ale to nemusí být přesné, neboť je kresleno podle vyprávění otce autora a pochází zřejmě z 20. století. Lopatky, které byly replikou a byly v roce 2017 sundány, vychází pravděpodobně ze vzhledu mlýna v 30. letech 20. století. Větrný mlýn by měl být zpřístupněn veřejnosti v roce 2020.
V rámci Dne architektury 2018 studenti Střední školy stavební v Třebíči připravili několik návrhů, jak naložit s budovou větrného mlýna.
Po rekonstrukci v roce 2020 by v přízemí měla být expozice koželužnictví, v patře expozice připomínající dobové bydlení v mlýně a posledním patře bude zázemí pro zaměstnance a ovládání lopatek mlýna. Lopatky mlýna byly zprovozněny, spolu se zprovozněním bude muset být přeloženo elektrické vedení do země, jinak by dráty překážely lopatkám. Lopatky jsou nově od prosince 2022 spouštěny motoricky na přání při prohlídkách, samotný provoz není možný z důvodu blízkých obytných domů. V prosinci 2020 byla rekonstrukce lopatek mlýna dokončena a byl dokončen i motor.
V roce 2021 bylo oznámeno, že v létě téhož roku by měly být otevřeny interiéry mlýna s novými expozicemi. K tomu došlo v červnu téhož roku. Během první sezóny navštívilo mlýn 7 tisíc lidí.
Součástí expozic je i dřevěná soška kocoura, který v rámci prázdninové soutěže měl získat nové jméno, návrhů dorazilo celkem 477, odborná porota vybrala jméno Kancimourek.

## Galerie

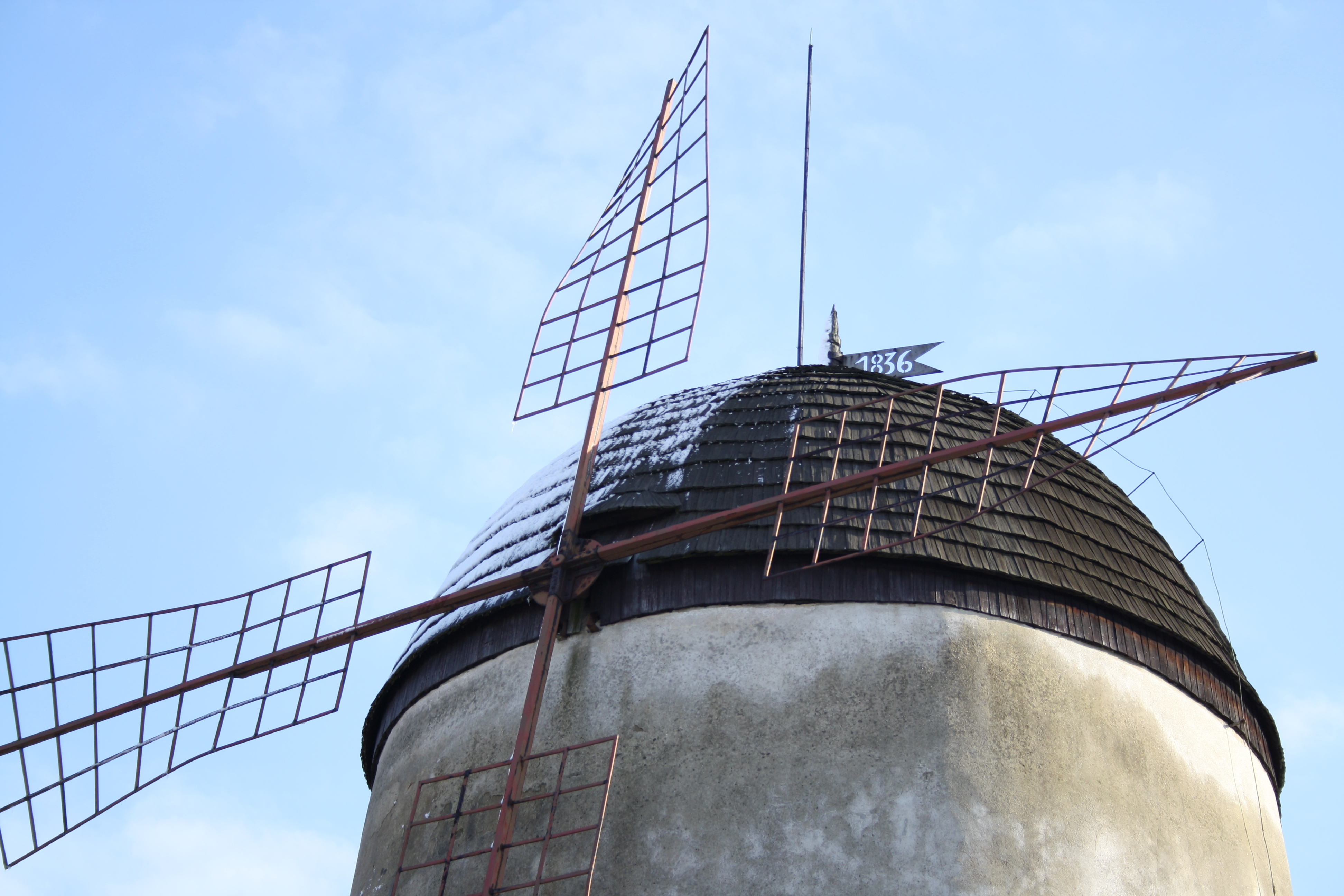
Lopatky, střecha a vlaječky na mlýně
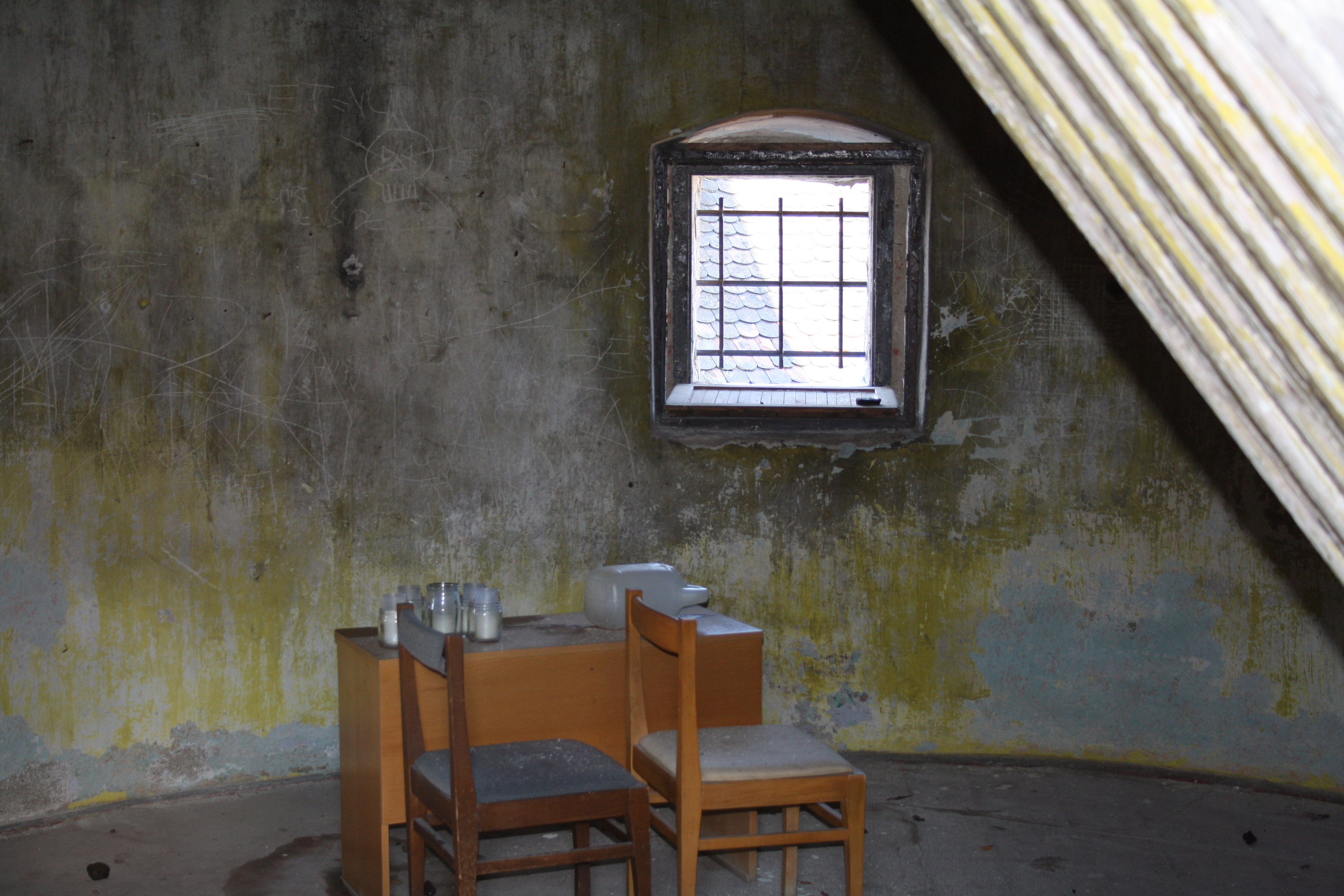
Interiér s novodobým stolem
Původní plán na dřevěný mlýn